# Hexagon (sello discográfico)
Hexagon (estilizado como "HEX₳GON") es un sello discográfico fundado en 2015 por el DJ y productor holandés de música electrónica Don Diablo. Hexagon fue uno de los 40 subsellos de Spinnin' Records. Ahora es un sello independiente y tiene a varios artistas reconocidos como Dropgun, Jonas Aden, Stadiumx, King Arthur, Toby Green, Retrovision, Madison Mars, Holl & Rush, Raven & Kreyn, Sagan, DJ Licious, Matt Nash, entre otros. El primer lanzamiento de la compañía discográfica fue un remix de "Make Me Feel Better" hecho por Alex Adair, el cual estuvo en la posición número 1 en Beatport por casi dos semanas.
La disquera estuvo nombrada después de que Don Diablo hiciera su programa de radio del mismo nombre.

## Artistas
- Don Diablo
- King Arthur
- Madison Mars
- Bali Bandits
- Sagan
- Retrovision
- Jeanway
- Dropgun
- PBH & Jack Shizzle
- Jonas Aden
- Álvaro Gotta
- Holl & Rush
- Khrebto
- NOMNOM
- Raven & Kreyn
- La Fuente
- Steff Da Campo
- Toby Green
- TRM
- Zonderling
- StadiumX
- First Day
- Redondo
- Bougenvilla
- Louder
- Gavss
- Tom Budin
- LOUD ABOUT US!
- DJ Licious
- Bart B More
- Siks
- Swanky Tunes
- Going Deeper
- JLV
- Lady Bee
- Keanu Silva
- Zen/it
- Asketa & Natan Chaim
- CARTA
- Sam Ourt
- Jordan Jay
- Big Pineapple
- G-Pol
- Loopers
- John Christian
- MORGANJ
- DJ Herno

## Lanzamientos y álbumes
| Artista                                                 | Título                                       | Tipo     | Fecha      | Catálogo   | Notas                                                                            |
| ------------------------------------------------------- | -------------------------------------------- | -------- | ---------- | ---------- | -------------------------------------------------------------------------------- |
| Alex Adair                                              | Make Me Feel Better (Don Diablo & CID Remix) | Sencillo | 02/03/2015 | HEXAGON001 | -                                                                                |
| King Arthur feat. Michael Meaco                         | Belong to the Rhythm - Don Diablo Edit       | Sencillo | 04/05/2015 | HEXAGON002 | Don Diablo Edit                                                                  |
| The Wombats                                             | Give Me a Try - Don Diablo Remix             | Sencillo | 15/06/2015 | HEXAGON003 | -                                                                                |
| King Arthur feat. Michael Meaco                         | Praise You                                   | Sencillo | 24/08/2015 | HEXAGON004 | -                                                                                |
| Madison Mars                                            | Theme O                                      | Sencillo | 26/10/2015 | HEXÁGON005 | -                                                                                |
| Toby Green                                              | Move                                         | Sencillo | 28/12/2015 | HEXÁGON006 | -                                                                                |
| Madison Mars                                            | Milky Way                                    | Sencillo | 25/01/2016 | HEXÁGON007 | -                                                                                |
| Corderoy                                                | Close My Eyes - Don Diablo Edit              | Sencillo | 28/03/2016 | HEXÁGON008 | Don Diablo Edit                                                                  |
| King Arthur & TRM                                       | Talking About Love                           | Sencillo | 18/04/2016 | HEXÁGON009 | -                                                                                |
| Toby Green                                              | Everytime                                    | Sencillo | 02/05/2016 | HEXÁGON010 | -                                                                                |
| Madison Mars                                            | Ready or Not EP                              | EP       | 16/05/2016 | HEXÁGON011 | Incluye A Ready or Not, Down, Doppler & Venus                                    |
| Sagan                                                   | Happiness                                    | Sencillo | 13/06/2016 | HEXÁGON012 |                                                                                  |
| Paul Mayson feat. John Quarles                          | Paralyzed                                    | Sencillo | 17/06/2016 | HEXAGON013 |                                                                                  |
| Bali Bandits                                            | Toink                                        | Sencillo | 27/06/2016 | HEXAGON014 |                                                                                  |
| King Arthur feat. TRM                                   | Right Now                                    | Sencillo | 01/07/2016 | HEXÁGON015 | Sam Feldt Edit                                                                   |
| Don Diablo & Steve Aoki x Lush & Simon feat. BullySongs | What We Started                              | Sencillo | 22/07/2016 | HEXAGON016 | -                                                                                |
| Zonderling                                              | Be Free                                      | Sencillo | 12/08/2016 | HEXAGON017 | -                                                                                |
| Ryan Blyth x Duane Harden                               | Back to You                                  | Sencillo | 26/08/2016 | HEXAGON018 | -                                                                                |
| Madison Mars                                            | Future Is Now                                | Sencillo | 03/09/2016 | HEXAGON019 |                                                                                  |
| Bali Bandits                                            | SMACK!                                       | Sencillo | 09/09/2016 | HEXAGON020 |                                                                                  |
| La Fuente                                               | 4000                                         | Sencillo | 24/09/2016 | HEXAGON021 |                                                                                  |
| Don Diablo                                              | Cutting Shapes                               | Sencillo | 08/10/2016 | HEXAGON022 |                                                                                  |
| Paul Mayson                                             | Run                                          | EP       | 15/10/2016 | HEXAGON023 | Incluye A: Run, Lock It Up, I'll Comeback & Let Me Go                            |
| Mike Mago & Dragonette                                  | Secret Stash                                 | Sencillo | 05/11/2016 | HEXAGON024 |                                                                                  |
| Bali Bandits                                            | KABOOM                                       | Sencillo | 12/11/2016 | HEXAGON025 |                                                                                  |
| Dropgun                                                 | Nobody                                       | Sencillo | 25/11/2016 | HEXAGON026 |                                                                                  |
| MOTi feat. Katt Niall                                   | Livin' 4 Ya                                  | Sencillo | 02/12/2016 | HEXAGON027 |                                                                                  |
| Mike Mago & Dragonette                                  | Secret Stash                                 | Sencillo | 24/12/2016 | HEXAGON028 | The Him Remix                                                                    |
| Don Diablo                                              | Switch                                       | Sencillo | 18/01/2017 | HEXAGON029 |                                                                                  |
| Zonderling                                              | Cluster                                      | EP       | 28/01/2017 | HEXAGON030 | Incluye A: Landslide, Tunnel Vision (Don Diablo Edit), Annalog & Particle Parade |
| Don Diablo & Marnik                                     | Children of a Miracle                        | Sencillo | 17/03/2017 |            |                                                                                  |
| La Fuente                                               | Capitol                                      | Sencillo | 07/04/2017 | HEXAGON034 |                                                                                  |
| StadiumX feat. BISHØP                                   | The Fall                                     | Sencillo | 05/05/2017 | HEXAGON035 |                                                                                  |
| Don Diablo                                              | Save a Little Love                           | Sencillo | 09/06/2017 | HEXAGON037 |                                                                                  |
| LOUD ABOUT US!                                          | Drums                                        | Sencillo | 23/06/2017 | HEXAGON038 |                                                                                  |
| Don Diablo                                              | Momentum                                     | Sencillo | 21/07/2017 | HEXAGON039 |                                                                                  |
| RetroVision                                             | Waves                                        | Sencillo | 04/08/2017 | HEXAGON040 |                                                                                  |
| PBH & Jack Shizzle                                      | Bring The House                              | Sencillo | 01/09/2017 | HEXAGON041 |                                                                                  |
| DJ Licious                                              | I Can't Stop                                 | Sencillo | 15/09/2017 | HEXAGON042 |                                                                                  |
| CID                                                     | Creepin'                                     | Sencillo | 29/09/2017 | HEXAGON043 |                                                                                  |
| Sumera                                                  | Faith                                        | Sencillo | 06/10/2017 | HEXAGON044 |                                                                                  |
| Sagan                                                   | Tempus                                       | Sencillo | 13/10/2017 | HEXAGON045 |                                                                                  |
| RetroVision x Raven & Kreyn                             | Nobody Else                                  | Sencillo | 10/11/2017 | HEXAGON046 |                                                                                  |
| Dropgun ft. Kaleena Zanders                             | Nothing New                                  | Sencillo | 24/11/2017 | HEXAGON047 |                                                                                  |
| Stadiumx                                                | It's Not Right But It's Okay                 | Sencillo | 08/12/2017 | HEXAGON048 |                                                                                  |
| Swanky Tunes, Going Deeper                              | Time                                         | Sencillo | 22/12/2017 | HEXAGON049 |                                                                                  |
| Steff Da Campo, Siks                                    | Make Me Feel                                 | Sencillo | 12/01/2018 | HEXAGON050 |                                                                                  |
| CID                                                     | I Miss You                                   | Sencillo | 26/01/2018 | HEXAGON051 |                                                                                  |
| K-391                                                   | Ignite                                       | Sencillo | 06/05/18   |            |                                                                                  |
| Landis, Breikthru, Harry Cracknell                      | Find Me                                      | Sencillo | 19/12/19   | HEXAGON126 |                                                                                  |
| Jordan Jay, Mo Falk                                     | Back in Time                                 | Sencillo | 02/01/20   | HEXAGON127 |                                                                                  |

| Nombre                       | Tipo         | Fecha      | Catálogo          |
| ---------------------------- | ------------ | ---------- | ----------------- |
| Generation HEX 001 E.P.      | Recopilación | 11/01/2016 | GENHEX001         |
| Generation HEX 002 E.P.      | Recopilación | 15/07/2016 | GENHEX002         |
| Generation HEX ADE Sampler   | Recopilación | 21/10/2016 | GENHEX003         |
| Generation HEX 004 E.P.      | Recopilación | 03/03/2017 | GENHEX004         |
| Generation HEX 005 E.P.      | Recopilación | 04/08/2017 | GENHEX005         |
| Generation HEX 006 E.P.      | Recopilación | 27/10/2017 | GENHEX006         |
| Generation HEX 007 E.P.      | Recopilación | 02/03/2018 | GENHEX007         |
| Bad For Me E.P               | Recopilación | 16/03/2018 | BadForMeEP        |
| HEXAGON Festival Weapons E.P | Recopilación | 17/08/2018 | FestivalWeaponsEP |